# 布吕巴克
布吕巴克（法語：Bruebach，法語發音：[bʁybak] ⓘ）是法国上莱茵省的一个市镇，属于米卢斯区。

## 地理
布吕巴克（47°41'59"N, 7°21'35"E）面积7.01 平方千米，位于法国大東部大區上莱茵省，该省份为法国东部内陆省份，是阿尔萨斯的一部分，今与下莱茵省组成了阿尔萨斯欧洲集体，其北临下莱茵省，西接孚日省，西南接贝尔福地区省，东侧沿莱茵河与德国相望，南与瑞士接壤。
与布吕巴克接壤的市镇（或旧市镇、城区）包括：弗拉克斯朗当、朗德塞、埃申茨维莱尔、里克赛姆、里迪赛姆、布伦什塔特-迪德奈姆。
布吕巴克的时区为UTC+01:00、UTC+02:00（夏令时）。

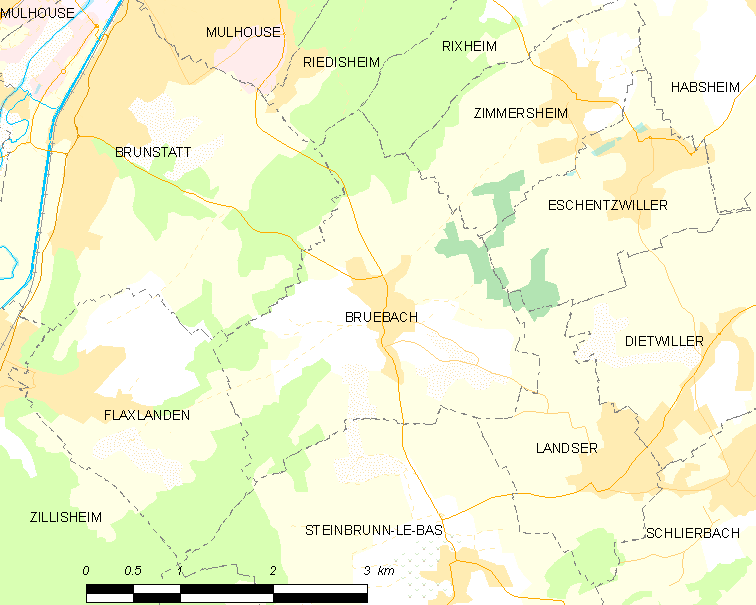
布吕巴克的OSM定位图

## 行政
布吕巴克的邮政编码为68440，INSEE市镇编码为68055。

## 政治
布吕巴克所属的省级选区为布伦什塔特县。

## 人口

1962-2008年间布吕巴克人口变化图示

布吕巴克于2022年1月1日时的人口数量为1050人。